# سباق طواف فرنسا 1986
سباق طواف فرنسا 1986 من سلسلة سباقات سباق طواف فرنسا. أقيم هذا السباق في تاريخ 4 يوليو - 27 يوليو، 1986 على 23+Prologue مراحل. بعد مرور 110 ساعة و35 دقيقة و19 ثانية وبعد طي 4094 كم بمتوسط 37.02 كم في الساعة فاز بالميدالية الذهبية جريج ليموند من الولايات المتحدة، فيما حصد برنار هينو من فرنسا الميدالية الفضية، وكانت الميدالية البرونزية من نصيب اورس زمرمان من سويسرا.

## الميداليات
| ذهب                            | فضة                | برونز                |
| جريج ليموند - الولايات المتحدة | برنار هينو - فرنسا | اورس زمرمان - سويسرا |